# Federazione di hockey su ghiaccio del Canada
Hockey Canada è la federazione ufficiale che governa l'hockey su ghiaccio in Canada, membro dell'International Ice Hockey Federation.
L'associazione moderna ha sede a Calgary con una filiale ad Ottawa e fu fondata nel luglio 1994 quando la Canadian Hockey Association si fuse con la Canadian Amateur Hockey Association, nata nel 1914. Alcuni tutt'oggi si riferiscono occasionalmente ad Hockey Canada come alla Canadian Hockey Association. Sebbene l'organizzazione sia comunemente chiamata Hockey Canada, legalmente è registrata proprio con il nome di Canadian Hockey Association, come scritto nel suo atto costitutivo.
Hockey Canada ha molti rami regionali nella nazione:
- British Columbia Amateur Hockey Association
- Hockey Alberta
- Hockey Manitoba
- Hockey New Brunswick
- Hockey Northwestern Ontario
- Hockey Nova Scotia
- Hockey Québec
- Hockey Newfoundland and Labrador
- Hockey North
- Ontario Hockey Federation
- Ottawa District Hockey Association
- Hockey PEI
- Saskatchewan Hockey Association

Inoltre patrocina federazioni ed organi regolatori ai livelli Major Junior e Junior "A":
- Canadian Hockey League
- Canadian Junior A Hockey League

## Leghe non allineate
In anni recenti Hockey Canada ha sviluppato una nuova struttura per leghe minor e junior conosciuta come Canadian Development Model.  Il CDM ha molti sostenitori ma anche molti critici.  In risposta al CDM ed i suoi effetti, ad oggi sono state create leghe ed una federazione, nota come National Junior Hockey Alliance, su cui Hockey Canada ha poi cercato di smorzare l'interesse.  Giocatori e giudici coinvolti con la NJHA non possono partecipare ad alcun evento di Hockey Canada.  Inoltre ogni giocatore che se ne vada da Hockey Canada senza autorizzazione e venga ingaggiato da una squadra NJHA verrà sospeso per un ulteriore anno dalle attività di Hockey Canada.